# Fußball-Verbandsliga Mittelrhein 1978/79
Die Fußball-Verbandsliga Mittelrhein 1978/79 war die 33. Spielzeit der höchsten Spielklasse im Fußball-Verband Mittelrhein. Sie war eine Ligenebene unterhalb der Oberliga Nordrhein angesiedelt und wurde in einer Staffel ausgetragen.
Im Vergleich zur Vorsaison waren die meisten Vereine in die neu gegründete Oberliga Nordrhein gewechselt, so dass nur vier Mannschaften in der Liga verblieben. Aus der Verbandsliga kamen die zwölf Aufsteiger Alemannia Aachen Amateure (Rückkehr nach elf Jahren), Bayer 04 Leverkusen Amateure (Rückkehr nach neun Jahren), SC Fortuna Köln Amateure, Rhenania Richterich, TuS Lindlar (alle Wiederaufstieg nach einer Saison), Rhenania Würselen (Rückkehr nach 14 Jahren), SSG 09 Bergisch Gladbach (Rückkehr nach fünf Spielzeiten) und SSV Troisdorf 05 (Wiederaufstieg nach drei Spielzeiten) sowie TuS Chlodwig Zülpich, Concordia Haaren, FSV Gebäudereiniger Köln und die SpVgg Oberaußem-Fortuna hinzu, die erstmals in der höchsten Spielklasse antraten.
Sieger wurde erstmals Rhenania Richterich, das zusammen mit Westwacht Aachen in die Oberliga Nordrhein aufstieg.
Am Saisonende mussten die Mannschaften auf den letzten drei Plätzen absteigen. Godesberg 08 musste die Verbandsliga nach fünf Jahren wieder verlassen, die SpVgg Oberaußem-Fortuna sowie die Amateurmannschaft von Alemannia Aachen nach einer Saison.

## Abschlusstabelle
| Pl. | Verein                           | Sp. | S  | U  | N  | Tore    | Diff. | Punkte |
| --- | -------------------------------- | --- | -- | -- | -- | ------- | ----- | ------ |
| 1.  | Rhenania Richterich (N)          | 30  | 17 | 8  | 5  | 047:390 | +8    | 42:18  |
| 2.  | Westwacht Aachen                 | 30  | 16 | 9  | 5  | 072:380 | +34   | 41:19  |
| 3.  | Bayer 04 Leverkusen Amateure (N) | 30  | 14 | 10 | 6  | 068:270 | +41   | 38:22  |
| 4.  | SSG 09 Bergisch Gladbach (N)     | 30  | 11 | 12 | 7  | 055:510 | +4    | 34:26  |
| 5.  | Rhenania Würselen (N)            | 30  | 14 | 6  | 10 | 043:350 | +8    | 34:26  |
| 6.  | TuS Chlodwig Zülpich (N)         | 30  | 12 | 9  | 9  | 060:550 | +5    | 33:27  |
| 7.  | FSV Gebäudereiniger Köln (N)     | 30  | 10 | 10 | 10 | 046:320 | +14   | 30:30  |
| 8.  | SC Fortuna Köln Amateure (N)     | 30  | 10 | 9  | 11 | 048:500 | −2    | 29:31  |
| 9.  | Concordia Haaren (N)             | 30  | 11 | 7  | 12 | 033:410 | −8    | 29:31  |
| 10. | TuS Lindlar (N)                  | 30  | 10 | 8  | 12 | 038:400 | −2    | 28:32  |
| 11. | SSV Troisdorf 05 (N)             | 30  | 9  | 10 | 11 | 033:430 | −10   | 28:32  |
| 12. | VfL Köln 1899                    | 30  | 8  | 11 | 11 | 043:510 | −8    | 27:33  |
| 13. | SG Düren 99                      | 30  | 10 | 6  | 14 | 043:410 | +2    | 26:34  |
| 14. | SpVgg Oberaußem-Fortuna (N)      | 30  | 9  | 7  | 14 | 039:580 | −19   | 25:35  |
| 15. | Alemannia Aachen Amateure (N)    | 30  | 7  | 11 | 12 | 038:520 | −14   | 25:35  |
| 16. | Godesberg 08                     | 30  | 4  | 3  | 23 | 032:850 | −53   | 11:49  |

| (M) | Staffelsieger der Verbandsliga Mittelrhein 1977/78 |
| (A) | Absteiger aus der 2. Bundesliga Nord 1977/78       |
| (N) | Aufsteiger aus der Landesliga Mittelrhein 1977/78  |